# Маттіас Штайнер
Маттіас Штайнер  (нім. Matthias Steiner, 25 серпня 1982) — німецький важкоатлет австрійського походження, олімпійський чемпіон.

## Виступи на Олімпіадах
| Олімпіада  | Дисципліна         | Місце |
| ---------- | ------------------ | ----- |
| Афіни 2004 | важка категорія    | 7     |
| Пекін 2008 | надважка категорія | 1     |